# Onium-Verbindung
In der Chemie ist eine Onium-Verbindung oder ein Onium-Ion ein Kation, das formal durch Protonierung des Hydrids eines Pnictogens (Gruppe 15 im Periodensystem), Chalkogens (Gruppe 16) oder eines Halogens (Gruppe 17) entstanden ist. Das am längsten bekannte Onium-Ion und Namensgeber dieser Gruppe ist Ammonium, NH4+, das protonierte Derivat von Ammoniak, NH3.
Der Begriff Onium wird auch für Kationen benutzt, die aus der Substitution eines Wasserstoffatoms durch eine andere Gruppe (z. B. Organyl-Reste oder Halogene) resultieren würden, wie das Tetraphenylphosphonium, (C6H5)4P+. Die substituierende Gruppe kann auch di- oder trivalent sein, wodurch sich z. B. Ionen wie das Iminiumion and Nitrilium ergeben.

## Einordnung
Onium-Verbindungen sind invers analog zu at-Komplexen. Lewis-Basen bilden Onium-Ionen, wenn das Zentralatom eine weitere Bindung eingeht und zum Kation wird. Lewis-Säuren bilden at-Ionen, wenn das Zentralatom durch Eingehen einer weiteren Bindung Elektronen erhält und so zum Anion wird.
Onium-Ionen besitzen eine Ladung von +1. Ein Molekül mit zwei oder mehr Onium-Untergruppen wird als doppeltes Onium-Ion, dreifaches Onium-Ion usw. bezeichnet. Verbindungen, die aus einem Onium-Kation und einem Anion bestehen, werden als Onium-Salze bezeichnet.

## Einfache Onium-Ionen
Im Folgenden ist eine Reihe von einfachen Onium-Ionen aufgeführt, also Hydriden ohne Substituenten.

### Gruppe 15-(Stickstoffgruppe-)Onium-Kationen
- Ammonium, (IUPAC-Name: Azanium) NH4+ (protonierter Ammoniak, IUPAC-Name: Azan)
- Phosphonium, PH4+ (protoniertes Monophosphan)
- Arsonium, AsH4+ (protoniertes Monoarsan)
- Stibonium, SbH4+ (protoniertes Stiban)
- Bismutonium, BiH4+ (protoniertes Bismutan)

### Gruppe 16-(Chalkogen-)Onium-Kationen
- Oxonium, H3O+ (protoniertes Wasser)
- Sulfonium, H3S+ (protoniertes Sulfan)
- Selenonium, H3Se+ (protoniertes Selan)
- Telluronium, H3Te+ (protoniertes Monotellan)

### Gruppe 17-(Halogen-)Onium-Kationen,Halonium-Ionen, H2X+(protonierteHalogenwasserstoffe)
- Fluoronium, H2F+ (protonierter Fluorwasserstoff)
- Chloronium, H2Cl+ (protonierter Chlorwasserstoff)
- Bromonium, H2Br+ (protonierter Bromwasserstoff)
- Iodonium, H2I+ (protonierter Iodwasserstoff)

#### Pseudohalogen-Onium-Kationen
- Aminodiazonium, H2N3+ (protoniertes Hydrogenazid)
- Hydrocyanonium, H2CN+ (protoniertes Hydrogencyanid)

### Gruppe 14-(Kohlenstoffgruppe-)Onium-Kationen
- Methanium, CH5+ (protoniertes Methan, manchmal auch Methonium genannt, letzteres besitzt aber verschiedene Bedeutungen[4])
- Weitere Alkanium-Kationen: CnH(2n+3)+
  - Ethanium, C2H7+ (protoniertes Ethan)
  - Propanium, C3H9+ (Propan, an irgendeinem Kohlenstoff protoniert)
    - Propylium oder propan-1-ylium (Propan, am endständigen Kohlenstoffatom protoniert)
    - Propan-2-ylium (Propan, am mittleren Kohlenstoffatom protoniert)

  - Butanium, C4H11+ (Butan, an irgendeinem Kohlenstoff protoniert)
    - n-Butanium (n-Butan, an irgendeinem Kohlenstoff protoniert)
      - n-Butylium oder n-Butan-1-ylium (n-Butan, am endständigen Kohlenstoffatom protoniert)
      - n-Butan-2-ylium (n-Butan, am mittleren Kohlenstoffatom protoniert)

    - Isobutanium (Isobutan, an irgendeinem Kohlenstoff protoniert)
      - Isobutylium oder Isobutan-1-ylium (an einem Ende protoniertes Isobutan)
      - Isobutan-2-ylium (am mittleren Kohlenstoff protoniertes Isobutan)

  - Octonium, C8H19+ (protoniertes Octan)
- Silanium (manchmal auch Silonium), SiH5+ (protoniertes Monosilan) (Sollte nicht Siliconium genannt werden.[5])
- Weitere Silanium-Kationen, SinH(2n+3)+
  - Disilanium, Si2H7+ (protoniertes Disilan)
- Germonium, GeH5+ (protoniertes German)
- Stannonium, SnH3+ (protoniertes SnH2; nicht protonierte Stannan SnH4)
- Plumbonium, PbH3+ (protoniertes Bleihydrid, PbH2)

### Gruppe 13-(Borgruppe-)Onium-Kationen
- Boronium-Kationen, BH3+, BH4+, BH5+, BH6+ (protonierte Borane)

### Wasserstoff-Onium-Kationen
- Hydrogenonium, besser bekannt als Trihydrogen-Kation, H3+ (protonierter [molekularer] oder [zweiatomiger] Wasserstoff).

### Gruppe 18-(Edelgas-)Onium-Kationen
- Hydrohelium, besser bekannt als Helium-Hydridion, HeH+ (Protoniertes Helium). (Abundant in outer space).
- Kryptonium KrH+ (protoniertes krypton)
- Xenonium XeH+ (protoniertes xenon)

## Onium-Ionen mit monovalenter Substitution
- primäre Ammonium-Kationen, RH3N+ oder RNH3+ (protoniertes, primäres Amin)
  - Hydroxylammonium, NH3OH+ (protoniertes Hydroxylamin)
  - Methylammonium, CH3NH3+ (protoniertes Methylamin)
  - Ethylammonium, C2H5NH3+ (protoniertes Ethylamin)
  - Hydrazinium oder Diazanium, NH2NH3+ (protoniertes Hydrazin)

- Sekundäre Ammonium-Kationen, R2NH2+ (protoniertes, sekundäres Amin)
  - Dimethylammonium (manchmal auch Dimethylaminium), (CH3)2NH2+ (protoniertes Dimethylamin)
  - Diethylammonium (manchmal auch Diethylaminium), (C2H5)2NH2+ (protoniertes Diethylamin)
  - Ethylmethylammonium, C2H5CH3NH2+ (protoniertes Ethylmethylamin)
  - Diethanolammonium (manchmal auch Diethanolaminium), (C2H4OH)2NH2+ (protoniertes Diethanolamin)

- Tertiäre Ammonium-Kationen, R3NH+ (protoniertes, tertiäres Amin)
  - Trimethylammonium (CH3)3NH+ (protoniertes Trimethylamin)
  - Triethylammonium (C2H5)3NH+ (protoniertes Triethylamin)

- Quartäre Ammonium-Kationen, R4N+ or NR4+
  - Tetramethylammonium, (CH3)4N+
  - Tetraethylammonium, (C2H5)4N+
  - Tetrapropylammonium, (C3H7)4N+
  - Tetrabutylammonium, (C4H9)4N+, abgekürzt auch Bu4N+
  - Trimethylammonium-Verbindungen, (CH3)3RN+
  - Didecyldimethylammonium, (C10H21)2(CH3)2N+
  - Pentamethylhydrazinium, N(CH3)2N(CH3)3+

- Quartäre Phosphonium-Kationen, R4P+ oder PR4+
  - Tetraphenylphosphonium, (C6H5)4P+

- sekundäre Sulfonium-Kationen, R2SH+ (protonierte Sulfide)
  - Dimethylsulfonium, (CH3)2SH+ (protoniertes Dimethylsulfid)

- Tertiäre Sulfonium-Kationen R3S+
  - Trimethylsulfonium, (CH3)3S+

- Sekundäre Fluronium-Kationen R2F+
  - Dichlorfluoronium, Cl2F+

## Onium-Kationen mit polyvalenten Substituenten
- sekundäre Ammonium-Kationen mit einem doppelt gebundenen Substituenten, R=NH2+
  - Diazenium, HN=NH2+ (protoniertes Diazen)

- quartäre Ammonium-Kationen mit einem doppelt gebundenen Substituenten und zwei einfach gebundenen Substituenten, R=NR2+
  - Iminium, R2C=NR2+ (substituted protoniertes imine)
  - Diazenium, RN=NR2+ (substituiert protoniertes Diazen)

- quartäre Ammonium-Kationen mit zwei doppelt gebundenen Substituenten, R=N=R+
  - Nitronium, NO2+
  - µ-Nitrido-bis(triphenylphosphan)-chlorid, ((C6H5)3P)2N+

- tertiäre Ammonium-Kationen mit einem dreifach gebundenen Substituenten, R≡NH+
  - Nitrilium, RC≡NH+ (protoniertes Nitril)
  - Diazonium, N≡NH+ (protonierter Stickstoff)

- tertiäre Ammonium-Kationen mit zwei partiell doppelt gebundenen Substituenten, R=-NH+=-R
  - Pyridinium, C5H5NH+ (protoniertes Pyridin)

- quartäre Ammonium-Kationen mit einem dreifach gebundenen Substituenten und einem einfach gebundenen Substituenten, R≡NR+
  - Diazonium, N≡NR+ (substituierter, protonierter Stickstoff)
  - Nitrilium, RC≡NR+ (substituiertes, protoniertes Nitril)

- tertiäres Oxonium-Kation mit einem dreifach gebundenen Substituenten, R≡O+
  - Nitrosonium, N≡O+

- tertiäre Oxonium-Kationen mit zwei partiell doppelt gebundene Substituenten, R=-O+=-R
  - Pyrylium, C5H5O+

- tertiäre Sulfonium-Kationen mit dreifach gebundenen Substituenten, R≡S+
  - Thionitrosyl, N≡S+

## Doppelonium-Dikationen
- Hydrazinium-Dikation, +H3NNH3+ (doppelt protoniertes Hydrazin)
- Diazenium-Dikation, +H2N=NH2+ (doppelt protoniertes Diazen)
- Diazonium-Dikation, +HN≡NH+ (doppelt protonierter Stickstoff)

## Ungewöhnliche Onium-Kationen
- Borenium-Kation, R2B+ (protoniertes Borylen)
- Carbenium-Kation, R3C+ (protonierte Carbene)
  - Methenium-Kation, H3C+ (protoniertes Methylen)
- Silylium-Kation, R3Si+ (protoniertes Silylen)
- Nitrenium-Kation, R2N+ (protoniertes Nitren)
- Mercurinium-Kation, R3Hg+ (protonierte Organoquecksilber-Verbindung; gebildet als Intermediat in Oxymercurierungen)